# 李成市
李 成市（り・そんし、朝: 이성시(イ・ソンシ), 1952年 - ）は、日本の東洋史学者。早稲田大学文学学術院名誉教授（文学部）。在日韓人歴史資料館館長。専門は韓国古代史、東アジア史。

## 経歴
1952年、愛知県名古屋市で生まれた。早稲田大学第一文学部東洋史学科に入学し、1976年に卒業。早稲田大学大学院文学研究科に進み、1982年に博士課程を満期退学。
1992年、横浜国立大学教育学部助教授に就いた。1995年、母校の早稲田大学文学部助教授に転じた。1998年、学位論文『古代東アジアの民族と国家』を早稲田大学に提出して文学博士号を取得。1998年、早稲田大学文学部教授に昇格。2012年から2014年9月まで、同文学学術院長、文学部長を務めた。2017年、在日韓人歴史資料館（東京都港区）2代目館長に就任。2023年、早稲田大学を退職し、名誉教授となった。

## 著作
著書
- 『東アジアの王権と交易 正倉院の宝物が来たもうひとつの道』青木書店 1997
- 『古代東アジアの民族と国家』岩波書店 1998
- 『東アジア文化圏の形成』山川出版社(世界史リブレット) 2000

共編著
- 『古代朝鮮の考古と歴史』早乙女雅博共編, 雄山閣 2002
- 『植民地近代の視座 朝鮮と日本』宮嶋博史・尹海東・林志弦共編, 岩波書店 2004
- 『東アジア古代出土文字資料の研究』工藤元男共編, 雄山閣(アジア研究機構叢書) 2009
- 『いま〈アジア〉をどう語るか』有馬学・松本健一・中島岳志・劉傑共編著, 弦書房 2011
- 『「韓国併合」100年を問う 『思想』特集・関係資料』趙景達・宮嶋博史・和田春樹共編, 岩波書店、2011
- 『岩波講座日本歴史』大津透・桜井英治・藤井譲治・吉田裕と編集委員, 岩波書店 2013-